# Janny’s Eis

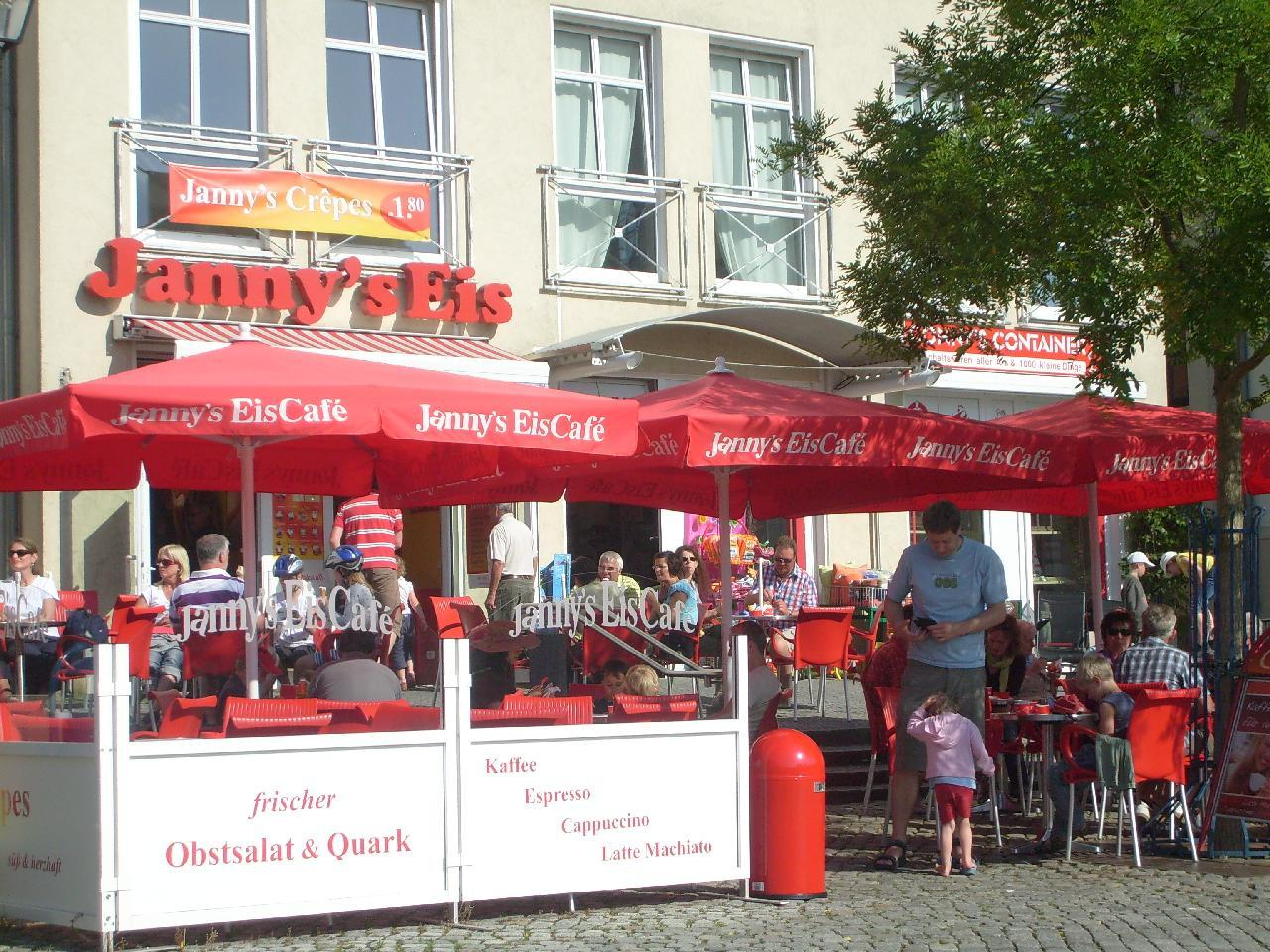
Filiale in Waren (Müritz)

Die Janny’s Eis Franchise GmbH ist das größte deutsche Franchise-Unternehmen im Eisbereich und hat ihren Sitz in Seevetal, Landkreis Harburg, Niedersachsen. Geschäftsführer sind Markus Elberg und Rainer Gößwald.

## Geschichte
Das Unternehmen wurde 1982 von Johann „Janny“ Komac in Ellingstedt gegründet. Seit 1989 ist sie eine Tochtergesellschaft der Schöllergruppe, Nürnberg, die den Firmensitz nach Seevetal und die Eisproduktion nach Uelzen verlegte und inzwischen zum Schweizer Nestlé-Konzern gehört. Anfang 2008 hatte das Unternehmen 180 Filialen in Nord- und Ostdeutschland. Zum Jahr 2011 hat sich die Zahl der Filialen gemäß Internetauftritt der JEF GmbH auf ca. 160, 2016 auf 140 verringert. Die Jahresumsätze einzelner Filialen liegen nach eigenen Angaben zwischen 120.000 und 450.000 €. Im Jahr 2015 betrug der Jahresumsatz des gesamten Unternehmens 27,8 Mio. €.